# Altura (Espanha)
Altura é um município da Espanha na província de Castelló, Comunidade Valenciana. Tem 129,5 km² de área e em 2021 tinha 3 658 habitantes (densidade: 28,2 hab./km²).

## Demografia
| Variação demográfica do município entre 1991 e 2004 | Variação demográfica do município entre 1991 e 2004 | Variação demográfica do município entre 1991 e 2004 | Variação demográfica do município entre 1991 e 2004 |
| --------------------------------------------------- | --------------------------------------------------- | --------------------------------------------------- | --------------------------------------------------- |
| 1991                                                | 1996                                                | 2001                                                | 2004                                                |
| 3022                                                | 3093                                                | 3140                                                | 3234                                                |